# イングルーヴス
イングルーヴス（INgrooves）は、デジタル・メディアの流通および技術を主たる業務とする企業。
数百の独立レーベル、数千のアーティストと、世界中の600以上のデジタル・物理小売パートナーを結び、音楽・映像の流通サービスを提供している。販路の最大化のため、顧客は個別にカスタマイズされたサービス、マーケティング、販売促進戦略、シンク・ライセンス、運営サポートを受ける。サンフランシスコ、ロサンゼルス、ロンドン、ヴィクトリアに事務所を持つアイソレーション・ネットワークの系列会社。

## 歴史
2002年にロブ・マクダニエルズ（創業者、CEO）、マット・バーンズ（共同創業者、最高顧問弁護士）、アダム・ヒルズによって設立された。
2012年3月にユニバーサル・ミュージック・グループからフォンタナ・ディストリビューションを買収した。2013年には、いくつかのヨーロッパのレーベルと契約を結んでいる。
2019年2月12日、ユニバーサル・ミュージック・グループによる買収が発表された。